# 夏銘
夏銘（1394年—1453年），字自銘，四川重慶府涪州人，民籍，治《詩經》。

## 生平
十月二十九日生，行二，由州學生中式四川鄉試第二名舉人，會試中式第九十二名。年三十七歲中式宣德五年庚戌科第二甲第三十一名進士。

## 家族
曾祖夏應隆；祖夏朝可；父夏先；母劉氏；繼母余氏。嚴侍下，妻浦氏，兄誠，弟謙；初節。